# Le Fou assassin
 (juillet 2025).
Pour plus de détails, voir Fiche technique et Distribution.
Le Fou assassin est un film de Georges Méliès sorti en 1900 au début du cinéma muet.